# 갈드
갈드(고대 노르드어: galdr)란 주문(呪文)을 의미하는 고대 노르드어 단어이다. 복수형은 갈드라르(고대 노르드어: galdrar)이다. 갈드는 특정한 의식의 조합을 통해 수행되는 주문이었으며, 여성과 남성 모두 익힐 수 있었다.  일부 학자들은 갈드가 가성(gala)으로 읊어진 주문이라고 추측하기도 한다.

## 같이 보기
- 세이드